# Parish of Saint John (Antigua und Barbuda)
Die Parish of Saint John, meist kurz St. John, ist eine Parish von Antigua und Barbuda auf der Insel Antigua. Zur Volkszählung 2011 hatte die Parish 51.737 Einwohner. In der Parish liegt die Landeshauptstadt Saint John’s.

## Geographie
Die Parish erstreckt sich über den Nordwesten der Insel. Boon Point, der nördlichste Punkt Antiguas, gehört zu dem Gebiet mit seiner stark gegliederten Küste. Im Westen zieht sich Saint John’s Harbour mit der Side Hill Bay weit ins Landesinnere und bildet den Hafen für die Hauptstadt. Zahlreiche kleine Kaps finden sich an der Küste: Soldier Point, Weatherills Point, Corbison Point, Ledwell Point, Fort James, Loblolly Point, Pillar Rock, Shipstern Point, Deep Bay Point, Guard Point (Ferris Point) und Fullerton Point (Pelican Point) mit der Old Battery. Im Westen bildet eine Anhöhe um Sutherland mit Yepton Peak (70 m), Table Hill (112 m) und Mount Thomas (131 m) mit Deep Bay Point und Deep Bay eine Landzunge und wichtige Landmarke.
Die Parish grenzt im Osten an die Parishes Saint George und Saint Peter, im Südosten an Saint Paul und im Südwesten an Saint Mary.
n der Parish liegen neben der Landeshauptstadt Saint John’s die folgenden Orte:
| - Adelin - All Saints (teilweise) - Bellevue Heights - Belmont - Bendals - Blue Waters - Branns Hamlet - Buckleys | - Cedar Grove - Cedar Valley - Clare Hall - Clarkes Hill - Creekside - Crosbies - Emmanuel - Five Islands - Golden Grove - Grays Hill - Green Castle | - Hatton Hill - Hodges Bay - Jacks Hill - Marble Hill - McKinnon’s - Montclear - Obeez - Paradise View - Piggott’s Ville - Potters Village | - Scotts Hill - Skerritts - Skyline - St. Claire - Tomlinsons - Trade Winds - Union Road - Upper Potters - Yepton’s |

## Bildung
Die Island Academy International ist die einzige internationale Schule des Landes.